# Le Prisonnier de Zenda (film, 1952)
Pour les articles homonymes, voir Le Prisonnier de Zenda.
Pour plus de détails, voir Fiche technique et Distribution.
Le Prisonnier de Zenda (The Prisoner of Zenda) est un film américain réalisé par Richard Thorpe, sorti en 1952. Cette version du roman d'Anthony Hope est un remake quasiment plan pour plan de l'adaptation cinématographique de 1937.

## Synopsis
Rodolphe Rassendyll, un touriste anglais, arrive à Strelsau, capitale d'un pays imaginaire d'Europe Centrale, la Ruritanie. Il y rencontre un lointain cousin dont il est le parfait sosie, le prince héritier Rodolphe V. Celui-ci doit être couronné roi le lendemain, mais à l'issue de la soirée que les deux hommes passent ensemble, le futur souverain est drogué par une complice de son demi-frère, Michael de Strelsau.
Celui-ci veut ainsi empêcher Rodolphe d'être couronné, afin de se proclamer régent du royaume puis d'accéder au trône. Mais deux fidèles du prince légitime, le colonel Zapt et Fritz von Tarlenheim, convainquent Rassendyll de jouer le rôle de Rodolphe pour la cérémonie du couronnement.
Les choses se compliquent lorsque Rodolphe V, toujours endormi, est enlevé le même jour par le mercenaire Rupert de Hentzau ; en outre, Rassendyll tombe amoureux de la princesse Flavia, promise en mariage au prince héritier...

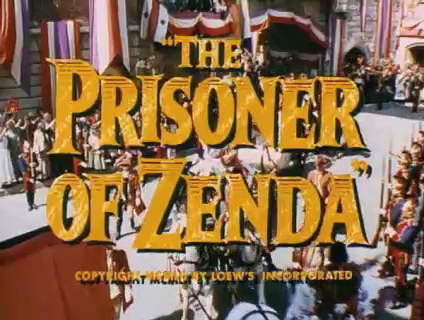

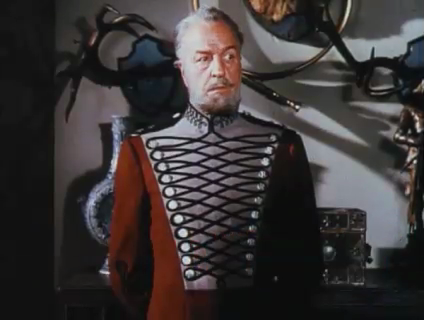
Louis Calhern

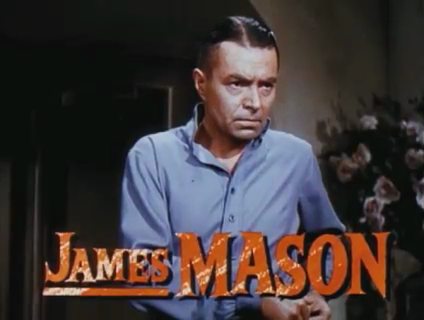
James Mason

## Fiche technique
- Titre original : The Prisoner of Zenda
- Titre français : Le Prisonnier de Zenda
- Réalisation : Richard Thorpe
- Scénario : John L. Balderston et Noel Langley, adaptation de Wells Root, d'après le roman d'Anthony Hope et la pièce de Edward E. Rose
- Dialogues additionnels : Donald Ogden Stewart
- Direction artistique : Cedric Gibbons et Hans Peters
- Décorateur de plateau : Richard Pefferle et Edwin B. Willis
- Costumes : Walter Plunkett
- Photographie : Joseph Ruttenberg
- Son : Douglas Shearer
- Montage : George Boemler
- Musique : Alfred Newman
- Production : Pandro S. Berman
- Société de production : Metro-Goldwyn-Mayer
- Société de distribution : Loew's Inc.
- Pays de production :  États-Unis
- Langue originale : anglais
- Format : Couleur (Technicolor) - 35 mm — 1,37:1 - Son Mono (Western Electric Sound System)
- Genre : Film d'aventure
- Durée : 96 minutes
- Dates de sortie : 
  - États-Unis : 4 novembre 1952 (première à New York), 14 novembre 1952 (sortie nationale)
  - France : 11 novembre 1953 (Paris)

## Distribution
- Stewart Granger (V.F : Roland Ménard) : Rodolphe Rassendyll / Rodolphe V
- Deborah Kerr  (V.F : Jacqueline Porel) : La princesse Flavia
- Louis Calhern (V.F : Jacques Berlioz) : Le colonel Zapt
- Jane Greer (V.F :  Nadine Alari) : Antoinette de Mauban
- Lewis Stone (V.F : Jean d'Yd) : Le cardinal
- Robert Douglas  (V.F : Louis Arbessier) : Michel, duc de Streslau
- James Mason  (V.F : Jean Marchat) : Rupert de Hentzau
- Robert Coote (V.F : Georges Riquier) : Fritz von Tarlenheim
- Francis Pierlot (V.F : Paul Ville) : Josef
- Charles Watts (V.F :  Paul Bonifas) : Le porteur
- Peter Brocco (V.F : Jean Gournac) : Johann

Et, parmi les acteurs non crédités :
- Kathleen Freeman : Gertrud Holf
- Doris Lloyd : Lady Topham
- Stanley Logan (V.F : Fernand Fabre) : Lord Topham
- Peter Mamakos (V.F : Jacques Beauchey) : De Gautet, le conspirateur
- Thomas Browne Henry (V.F : Maurice Dorléac) : Detchard

## Autour du film

### Citation
Pour l'anecdote, on retiendra que la scène du combat à l'épée entre Stewart Granger et James Mason (de vieux amis dans la vie) autour d'une histoire de sosies de sang noble sera caricaturée à deux occasions : dans le film La Grande Course autour du monde (The Great Race) réalisé par Blake Edwards en 1965, avec Tony Curtis et Natalie Wood, et dans Quelqu'un dans mon genre (Someone Like Me), le septième épisode de la série Amicalement vôtre (The Persuaders!) avec ce même Tony Curtis.